# 杵淵直知
杵淵 直知（きねぶち なおとも、1925年1月27日 - 1979年11月2日）は、日本のピアノ調律師である。東京市牛込区出身。

## 人物
大正から昭和にかけて活躍したピアノ調律師、杵淵直都の長男。余丁町尋常小学校、旧制早稲田中学、旧制長野工業専門学校（現信州大学工学部）卒業。大橋幡岩に師事してピアノの製作技術を学ぶ。1961年（昭和36年）に単身ドイツへ渡り、グロトリアンやスタインウェイといったヨーロッパの代表的なピアノ工場で技術経験を重ねる。帰国後は桐朋学園、NHKホールなどの専属ピアノ調律師として活躍。1964年（昭和39年）から東京ピアノ工業の技術顧問として新しいグランドピアノの製作に従事。1979年(昭和54年)、54歳で脳溢血のため死去。

## 著書
- 『ピアノ知識アラカルト』ムジカノーヴァ 1981年 ISBN 4-94394502-3
- 『ヨーロッパの音を求めて－杵淵直知書簡集』杵淵恵子 1980年